# Bolehošť
Bolehošť település Csehországban, Rychnov nad Kněžnou-i járásban. Bolehošť Voděrady, Ledce, Přepychy, Očelice és Týniště nad Orlicí településekkel határos. Lakosainak száma 619 fő (2024. január 1.).

## Népesség
A település lakosságának változását az alábbi diagram mutatja:
| Lakosok száma | 1010 | 1038 | 1012 | 762  | 634  | 529  | 529  | 558  | 594  | 619  |
|               | 1869 | 1890 | 1921 | 1950 | 1980 | 2001 | 2017 | 2019 | 2022 | 2024 |